# Égly
Égly är en kommun i departementet Essonne i regionen Île-de-France i norra Frankrike. Kommunen ligger i kantonen Arpajon som tillhör arrondissementet Palaiseau. År 2022 hade Égly 7 078 invånare.

## Befolkningsutveckling
Antalet invånare i kommunen Égly
| Referens: INSEE |